# Кузёмкино (Пензенская область)
Кузёмкино — село в Башмаковском районе Пензенской области России. Входит в состав Троицкого сельсовета.

## География
Расположено в 11 км к северу от центра сельсовета села Тимирязево.

## Население
| 1864 | 1877  | 1897  | 1911  | 1930  | 1959 | 1979 |
| ---- | ----- | ----- | ----- | ----- | ---- | ---- |
| 1315 | ↘1181 | ↗1487 | ↗1714 | ↗1846 | ↘647 | ↘391 |
| 1989 | 1996  | 2002  | 2010  |       |      |      |
| ↘206 | ↗225  | ↗226  | ↘117  |       |      |      |

## История
Основано в начале XVIII в. крестьянами из д. Кузёмкино Рязанского уезда на землях князя Василия Лукича Долгорукова. В 1795 г. присоединена деревня Языково. В 1876 г. построена каменная церковь во имя Николая Чудотворца..